# علم التسمية (فلسفة)
في الفلسفة، يشير علم التسمية (بالإنجليزية: Nomology) إلى "علم القوانين" استنادًا إلى النظرية القائلة بأنه من الممكن صياغة أوصاف مخصصة ليس لجوانب معينة من الواقع ولكن مستوحاة من رؤية علمية للصلاحية العالمية التي تعبر عنها القوانين العلمية.

## الاشتقاق
تعود كلمة علم التسمية "Nomology" إلى اللغة اليونانية، حيث تأتي من الكلمتين "νόμος" التي تعني القانون، و"λόγος" التي تعني السبب أو العقل. ويمكن أن تكون مصطلح "Nomology" قد نشأ عند أرسطو. ويدل اللاحقة "-ology" على "الترتيب" و"الكلمة" و"العقل"، ويتعلق بالمنطق الشخصي أو "المنطقي" كما في علم الاجتماع وعلم النفس. أما الجزء "nom-" فيعني "القاعدة" و"القانون"، ويتعلق بالقانون الوضعي أو "القانوني" كما في علم الاقتصاد.

## علم تسمية العقل
علم تسمية العقل هو فرع من فروع العلم والفلسفة معني بالقوانين أو المبادئ التي تحكم عمليات التفكير وعمل العقل، لا سيما كما هو محدد بالعرف أو الثقافة.
في منتصف القرن التاسع عشر، وُصف بأنه أحد قسمين كبيرين في الفلسفة، والثاني هو الميتافيزيقيا، على سبيل المثال:
"لكي نحصل على معيار يمكننا من خلاله تقييم أو تفسير إجراءات وظهور قدراتنا، نحن بحاجة إلى القوانين التي تحكمها، ولهذا الغرض نمتلك علماً نسميه (علم تسمية) نومولوجيا العقل، والذي يتناول علم النفس النومولوجي".

### الشبكات الاسمية
يتطلب النهج الاسمي مراعاة الجوانب الذاتية والموضوعية في القرار. يوفر علم التسمية إطارًا لبناء شبكة اسمية من العلاقات بين التربات في صنع القرار.

## مقالات ذات صلة
- النموذج الاستنتاجي الطبيعي
- الحتمية
- تشريعي [الإنجليزية]